# Inocarpus
Inocarpus es un género de plantas con flores con dos especies, perteneciente a la familia Fabaceae. Comprende 7 especies descritas y de estas, solo 2 aceptadas.

## Taxonomía
El género fue descrito por J.R.Forst. & G.Forst. y publicado en Characteres Generum Plantarum no. 33. 1775. La especie tipo es: Inocarpus edulis J.R. Forst. & G. Forst. 

## Especies aceptadas
A continuación se brinda un listado de las especies del género Inocarpus aceptadas hasta abril de 2013, ordenadas alfabéticamente. Para cada una se indica el nombre binomial seguido del autor, abreviado según las convenciones y usos:
- Inocarpus fagifer (Parkinson) Fosberg
- Inocarpus papuanus Kosterm.